# ماتریس هسته‌ای
در زیست‌شناسی، ماتریس هسته‌ای (انگلیسی: Nuclear matrix) شبکه‌ای از الیاف است که در سراسر هسته سلول یافت می‌شود و تا حدودی شبیه به اسکلت سلولی سلول است. با این حال، ماتریس هسته‌ای به عنوان یک ساختار پویا پیشنهاد شده است. همراه با لایه هسته‌ای، در سازماندهی اطلاعات ژنتیکی درون سلول کمک می‌کند.
عملکرد دقیق این ماتریس هنوز مورد اختلاف است و وجود آن نیز مورد سؤال قرار گرفته است. شواهدی برای چنین ساختاری تا سال ۱۹۴۸ به دست آمد (Zbarskii و Debov) و در نتیجه بسیاری از پروتئین‌های مرتبط با ماتریس کشف شده‌اند. وجود پروتئین‌های داخل سلولی امری مشترک است و توافق می‌شود پروتئینهایی مانند داربست یا پروتئین‌های مرتبط با ماتریکس (SAR یا MAR) نقش مهمی در سازماندهی کروماتین‌ها داشته باشند. شواهدی وجود دارد مبنی بر اینکه ماتریس هسته‌ای در تنظیم بیان ژن در Arabidopsis thaliana نقش دارد.